# May 10

Logo of May 10

Tổng Công ty May 10 - CTCP (Gọi tắt là May 10. Tên giao dịch Quốc tế là GARCO10) thuộc Tập đoàn Dệt - May Việt Nam. Tiền thân là các xưởng may quân trang, thành lập năm 1946 tại chiến khu Việt Bắc và được chuyển về Hà Nội năm 1956.

## Lịch sử
- Tổng Công ty May 10 tiền thân là các xưởng may quân trang đặt tại chiến khu Việt Bắc. Các Xưởng may ra đời năm 1946, trong những ngày sôi sục không khí toàn quốc kháng chiến. Vào thời điểm đó, các Xưởng may này có nhiệm vụ sản xuất quân trang phục vụ bộ đội trong công cuộc kháng chiến chống thực dân Pháp, giải phóng dân tộc.

- Năm 1956, sau ngày miền Bắc hoàn toàn giải phóng, Bộ Quốc phòng quyết định chuyển các Xưởng may quân trang từ chiến khu Việt Bắc, khu Ba, khu Bốn, liên khu Năm về tập hợp tại Gia Lâm, Hà Nội và sáp nhập lại thành Xưởng May 10.
- Năm 1961, Xưởng May 10 được chuyển đổi cơ quan chủ quản: từ Tổng cục Hậu cần sang Bộ công nghiệp nhẹ quản lý và được đổi tên thành “Xí nghiệp May 10”.
- Tháng 11 năm 1992, để phù hợp với cơ chế thị trường, tăng quyền chủ động cho doanh nghiệp, Xí nghiệp May 10 được chuyển đổi thành “Công ty May 10”.
- Tháng 01 năm 2005 Công ty May 10 được chuyển sang hoạt động theo mô hình công ty cổ phần, thuộc Tập đoàn Dệt - May Việt Nam với tên gọi “Công ty cổ phần May 10”.
- Ngày 26/3/2010, Công ty cổ phần May 10 chuyển đổi tổ chức hoạt động theo mô hình Công ty mẹ – con với tên gọi “Tổng Công ty May 10 – CTCP”.

## Thành tích và giải thưởng
- Danh hiệu Anh hùng Lực lượng vũ trang Nhân dân năm 2005.
- Danh hiệu Anh hùng Lao động thời kỳ đổi mới năm 1998.
- Huân chương Hồ Chí Minh năm 2008
- 04 Huân chương Độc lập, 10 Huân chương Chiến công, 41 Huân chương Lao động.
- Nhiều năm được tặng Cờ thi đua của Chính phủ
- Có 01 tập thể tổ và 03 cá nhân Anh hùng Lao động (Tổ may 3, PX2, XN May 10; Nguyễn Văn Lợi -1962, Vũ Thị Chất -1985, Nguyễn Thế Quang - 2000); 02 cá nhân Chiến sỹ thi đua Toàn quốc (Đỗ Thị Kim Quy -1952, Nguyễn Thị Thanh Huyền -2016)

- Thương hiệu Quốc gia
- Thương hiệu mạnh Việt Nam
- Sao vàng đất Việt
- Hàng Việt Nam được người tiêu dùng yêu thích
- Hàng Việt Nam chất lượng cao
- Giải thưởng Chất lượng Châu Á - Thái Bình Dương (năm 2003)
- Doanh nghiệp Dệt May Việt Nam tiêu biểu.
- Doanh nghiệp Vì người lao động